# Alheydis Plassmann
Alheydis Plassmann (* 10. August 1969 in Bad Homburg vor der Höhe; † 28. November 2022 in Bonn) war eine deutsche Historikerin. Ihr Forschungsinteresse galt der deutschen und englischen Geschichte des Frühmittelalters, den Staufern, den Welfen und den Normannen. Plassmann trat auch mit zahlreichen Studien zur Origo gentis hervor. Sie war ab 2013 Mitherausgeberin der Rheinischen Vierteljahrsblätter.

## Leben und Wirken
Alheydis Plassmann studierte von 1988 bis 1993 an den Universitäten Bonn, Freiburg und Aberystwyth. Von 1994 bis 1997 war sie wissenschaftliche Mitarbeiterin an der Universität Bonn. Sie wurde 1997 bei Rudolf Schieffer an der Universität Bonn mit einer Arbeit über den Hof Friedrich I. Barbarossas promoviert. Ihre Habilitation erfolgte im Jahr 2004 ebenfalls in Bonn mit der Arbeit Origo gentis. Identitäts- und Legitimitätsstiftung in früh- und hochmittelalterlichen Herkunftserzählungen. Sie war von 2004 bis 2011 Oberassistentin am Lehrstuhl von Matthias Becher in Bonn. Im Sommersemester 2008 hatte sie eine Lehrstuhlvertretung an der Universität Magdeburg inne, ebenso im Sommersemester 2009 und Wintersemester 2009/10 für Hans-Werner Goetz an der Universität Hamburg. Im Sommersemester 2010 lehrte sie als Vertretungsprofessorin für den verstorbenen Johannes Laudage an der Universität Düsseldorf. Im Wintersemester 2011/12 hatte sie eine Lehrstuhlvertretung an der Westfälischen Wilhelms-Universität Münster. Ab November 2011 war sie Mitarbeiterin am Institut für Geschichtswissenschaft, Abteilung für Rheinische Landesgeschichte in Bonn. In dieser Funktion war sie ab Bd. 77 (2013) Redakteurin und Mitherausgeberin der Rheinischen Vierteljahrsblätter. Ab November 2014 war sie Mitglied des Forschernetzwerks „The Angevin Empire“.
Ihre Forschungsschwerpunkte waren insbesondere die deutsche und englische Geschichte im (Früh)mittelalter, die Welfen, die Staufer und die Normannen. Ihre Bonner Dissertation befasste sich mit der personellen und regionalen Struktur des Hofes Barbarossas. Die Arbeit verfolgte das Ziel, „Einblicke in die Struktur des Hofes und die Zusammenarbeit von König, Adel und Geistlichkeit“ zu gewähren. Zusätzlich ergab sich durch die lange Regierungszeit dieses Herrschers die Möglichkeit, „Tendenzen der verfassungsgeschichtlichen Entwicklung genauer nachzuspüren“. Als ein Ergebnis stellte Plassmann fest, dass es Friedrich gelang, alle sozialen Gruppen, wenn auch mit regionalen und zeitlichen Unterschieden, „zur Mitarbeit in der Reichspolitik zu ermuntern“.
Mit ihrer Bonner Habilitationsschrift wollte Plassmann die Frage beantworten, „auf welche Weise die Herkunftserzählung Identität stiftet und wie sie die bestehende Ordnung der eigenen Zeit legitimiert.“ Sie konzentrierte sich in ihrer Untersuchung auf mittelalterliche Autoren ganz unterschiedlicher Herkunft. Dabei befasste sie sich mit Gildas, Gregor von Tours, Fredegar, Paulus Diaconus, Dudo von Saint-Quentin, Widukind von Corvey, Gallus Anonymus und Cosmas von Prag. Der Zeitraum erstreckte sich damit vom frühen 6. bis zum 12. Jahrhundert. Ihre Darstellung galt als einschlägig für die zukünftige Beschäftigung mit einer Origo gentis. Zur Origo gentis veröffentlichte Plassmann zahlreiche weitere Studien. Dabei hatte sie die Forschungsmeinung über die Historia Welforum, die vielfach als einzigartiges Werk adligen Selbstverständnisses gewertet worden ist, revidiert. Plassmann sah diese im Vergleich mit westeuropäischen Zeugnissen des 12. Jahrhunderts aus Anjou und Flandern als zeittypische, kontinuitäts- und identitätsstiftende adlige Herkunftsgeschichte. Über Paulus Diaconus kam sie zum Ergebnis, dass dieser mit der Historia Langobardorum zwar die Gattung der Origio gentis benutzte, jedoch kein besonderes Interesse an einer Identitätsstiftung für die Langobarden hatte, sondern „die fränkische Herrschaft in Italien legitimieren und Leitfäden für das richtige Verhalten auf dem schwierigen politischen Parkett zur Verfügung stellen“ wollte.
Bereits in ihrer ersten wissenschaftlichen Veröffentlichung aus dem Jahr 1995 hat sich Plassmann mit den Normannen befasst. Im Jahr 2008 legte sie eine Überblicksdarstellung zu den Normannen vor. Ziel der Arbeit war es, „das komplexe Zusammenwirken von Identität der Normannen mit der Anpassung an und Abgrenzung von Anderen, von ihren Eroberungen mit den strukturellen Voraussetzungen und von ihrem Machtwillen mit den Integrationsprozessen darzulegen“. Der Schwerpunkt ihrer Darstellung lag auf England (S. 160–288), während sie die süditalienischen Verhältnisse wesentlich knapper (S. 104–159) behandelte.
Im Jahr 2009 veranstaltete Plassmann gemeinsam mit Matthias Becher die Tagung „Streit am Hof im frühen Mittelalter“. Dabei wurde Streit am Königshof als „die Aushandlung gegensätzlicher Interessen im Streit“ aufgefasst. Die 16 Beiträge wurden 2011 veröffentlicht.
Im Jahr 2015 konnte die Pfarrei St. Petrus 1000 Jahre Kirche im Bonner Norden feiern. Kaiser Heinrich II. schenkte im Februar 1015 dem Bonner Nonnenkloster St. Petrus ein Gut in (Königs-)Winter. Die Pfarrei nutzte den Beurkundungsakt als Anknüpfungspunkt für die Jubiläumsfeierlichkeiten. Zu diesem Jubiläum gab Plassmann einen Sammelband mit elf Beiträgen heraus.
Ab 2016 war sie Mitglied im Bonner SFB 1167 (Macht und Herrschaft – Vormoderne Konfigurationen in transkultureller Perspektive) und leitete das Teilprojekt 15: „Englische Königsherrschaft im Spiegel der Tyrannenschelte (1066–1216)“.
Plassmann starb 2022 im Alter von 53 Jahren. Sie wurde auf dem Nordfriedhof Bonn beerdigt.

## Schriften
Monografien
- Die Normannen. Erobern – herrschen – integrieren (= Kohlhammer-Urban-Taschenbücher. Bd. 616). Kohlhammer, Stuttgart 2008, ISBN 978-3-17-018945-4.
- Origo gentis. Identitäts- und Legitimitätsstiftung in früh- und hochmittelalterlichen Herkunftserzählungen (= Orbis mediaevalis. Bd. 7). Akademie-Verlag, Berlin 2006, ISBN 3-05-004260-5.
- Die Struktur des Hofes unter Friedrich I. Barbarossa nach den deutschen Zeugen seiner Urkunden (= Monumenta Germaniae Historica. Studien und Texte. Bd. 20). Hahn, Hannover 1998, ISBN 3-7752-5420-X (Zugleich: Bonn, Universität, Dissertation, 1997).

Herausgeberschaften
- mit Michael Rohrschneider, Andrea Stieldorf: Herrschaftsnorm und Herrschaftspraxis im Kurfürstentum Köln im Mittelalter und in der Frühen Neuzeit (= Studien zu Macht und Herrschaft. Bd. 11). V&R unipress – Bonn University Press, Bonn 2021, ISBN 978-3-8471-1275-4.
- mit Dominik Büschken: Staufen and Plantagenets. Two Empires in Comparison (= Studien zu Macht und Herrschaft. Bd. 1). V&R unipress – Bonn University Press, Bonn 2019, ISBN 978-3-8471-0882-5.
- mit Matthias Becher: Streit am Hof im frühen Mittelalter (= Super alta perennis. Studien zur Wirkung der Klassischen Antike. Bd. 11). V & R Unipress – Bonn University Press, Göttingen 2011, ISBN 978-3-89971-884-3.
- 1000 Jahre Kirche im Bonner Norden. Schmidt, Neustadt an der Aisch 2015, ISBN 978-3-87707-960-7.
- mit Karina Kellermann und Christian Schwermann: Criticising the Ruler in Pre-Modern Societies – Possibilities, Chances, and Methods / Kritik am Herrscher - Möglichkeiten, Chancen, Methoden (= Macht und Herrschaft. Bd. 6). V & R Unipress – Bonn University Press, Göttingen 2019, ISBN 978-3-8471-1088-0.
- mit Dominik Büschken: Die Figur des Ratgebers in transkultureller Perspektive (= Studien zu Macht und Herrschaft. Bd. 6). V & R Unipress – Bonn University Press, Göttingen 2020, ISBN 978-3-8471-1170-2